# باب کلی
باب کلی (به انگلیسی: Bob Kelly) بازیکن فوتبال زادهٔ ۱۶ نوامبر ۱۸۹۳ اهل کشور انگلستان بود که سابقهٔ بازی در تیم ملی فوتبال انگلستان را در کارنامهٔ خود دارد. وی در تاریخ ۱۰ آوریل ۱۹۲۰ نخستین بازی ملی خود را در مقابل تیم ملی فوتبال اسکاتلند انجام داد و با حضور در ۱۴ بازی ملی، در تاریخ ۳۱ مارس ۱۹۲۸ واپسین بازی ملی‌اش را در برابر تیم ملی فوتبال اسکاتلند برگزار کرد.
این بازیکن توانسته در بازی‌های ملی، ۸ گل به ثمر برساند.